# Donna Nelson
Pour les articles homonymes, voir Nelson.
Donna J. Nelson est une chimiste américaine et professeure de chimie à l'Université de l'Oklahoma. Nelson se spécialise dans la chimie organique, qu'elle recherche et enseigne. Nelson a été conseiller scientifique pour l'émission de télévision AMC Breaking Bad. 
Elle a été présidente en 2016 de l'Association américaine pour l'avancement des sciences (ACS) avec ses activités présidentielles axées sur et guidées par les communautés de la chimie. Les recherches de Nelson se sont concentrées sur cinq sujets principaux, généralement classés en deux domaines, la recherche scientifique et la préparation scientifique de l'Amérique,.

## Biographie
Nelson est née à Eufaula, dans l'Oklahoma, une petite ville connue comme le centre de la Nation Muscogee Creek. Son père était le seul médecin de la ville. Elle obtient son baccalauréat ès sciences en chimie à l'université de l'Oklahoma. Elle obtient son doctorat en chimie à l'Université du Texas à Austin avec Michael J. S. Dewar et fait un post-doctorat à l'université Purdue avec le lauréat du prix Nobel de chimie 1979 Herbert C. Brown. Nelson rejoint l'Université de l'Oklahoma en tant que membre de la faculté,. 
Nelson est membre du corps professoral du bureau du prévôt de l'Université de l'Oklahoma de 1989 à 1990. Elle est la première femme membre du corps professoral et la première professeure adjointe à accéder à ce poste, étant promue au cours de l'année. Anita Hill l'a suivie. Nelson est professeur invité au Massachusetts Institute of Technology en 2003 avec Nancy Hopkins et en 2010 avec Michael Strano.
En 2016, elle est présidente de l'American Chemical Society.

## Distinctions
Nelson a reçu de nombreux honneurs et récompenses. Il s'agit notamment du président de l'American Chemical Society (ACS) (2016), membre de la Royal Society of Chemistry (FRSC, 2019), d'un doctorat honorifique de l'université d'Édimbourg (2021), l'Israel Chemical Society Fellow (2016), l'ACS Fellow (2010), l'ACS Henry Hill Award (pour le professionnalisme) (2013), la Bourse Guggenheim (2003), la NSF Special Creativity Extension (1989) ; l'Association américaine pour l'avancement des sciences (2005), la Sigma Xi Fellow (2020), l'Alpha Chi Sigma Hall of Fame (2022), le National Organization for Women « Woman of Courage » Award (2004), la Fondation Ford (2003), le Programme Fulbright (2007) et la Fondation nationale pour la science (NSF) ADVANCE Leadership Prix (2006). Elle a été nommée l'une des « 70 femmes leaders les plus inspirantes ayant un impact sur le monde » par Business.org en 2018 et parmi « ces 12 femmes du Texas ont marqué l'histoire » par UT Austin en 2021.